# Länsväg 269
Länsväg 269 går i Stockholms län, mellan E18 vid Bro i söder och korsningen med länsväg 263 vid Håtunaholm i norr. Vägen är 11 km lång.